# Guayalejo
Guayalejo es una locaidad del municipio de Pánuco ubicado en la región de la Huasteca Alta del estado mexicano de Veracruz.

## Geografía
La localidad de Guayalejo se sitúa en las coordenadas geográficas 22°23′01″N 98°28′58″O / 22.3836621, -98.4828746, a una elevación de 35 metros sobre el nivel del mar.

## Demografía
Según el Conteo de Población y Vivienda 2020, efectuado por el Instituto Nacional de Estadística y Geografía, la localidad de Guayalejo tiene 2,351 habitantes, de los cuales 1,179 son del sexo masculino y 1,172 del sexo femenino. La tasa de fecundidad es de 2.84 hijos por mujer y tiene 680 viviendas particulares habitadas.
| Gráfica de evolución demográfica de Guayalejo entre 1995 y 2020 |
|                                                                 |
| INEGI.                                                          |